# Hadrien Salvan
Hadrien Salvan, né le 10 juillet 1997 à Paris, est un nageur français du Stade de Vanves natation.

## Carrière
En 2008, il inscrit ses premières performances à l'âge de 12 ans au sein de l'Association Sportive Bouvines (11e arrondissement de Paris), lors d'un meeting européen à Paris. Après être passé par les Mouettes de Paris, il rejoint le Stade de Vanves natation et rejoint l'INSEP en 2019.
Hadrien Salvan fait partie du relais 4 × 200 mètres nage libre français disputant les Jeux olympiques d'été de 2020 à Tokyo, avec Jordan Pothain, Enzo Tesic et Jonathan Atsu. Ils arrivent en 6e position de la première série, et ne se qualifient donc pas pour la finale.
Il est sacré champion de France du 200 mètres nage libre aux Championnats de France d'hiver de natation 2021 à Montpellier.
Il décroche l'or pour le 200 mètres nage libre aux Championnats de France de natation 2022 ainsi que l'argent pour le 100 mètres de la même spécialité.
Aux Championnats d'Europe de natation 2022 à Rome, il est médaillé d'or du relais 4 × 100 mètres nage libre mixte (en participant seulement aux séries), médaillé d'argent du relais 4 × 200 mètres nage libre mixte ainsi que médaillé de bronze du relais 4 × 200 mètres nage libre.